# Шахматисты (картина Вероны)
Шахматисты (Игра в шахматы, англ. The Chess Players, англ. Chess Game) — картина, приписываемая руке Либерале да Верона (итал. Liberale da Verona, 1445—1527/29). Является частью панно кассоне на неизвестный литературный сюжет. Находится в коллекции музея Метрополитен в США.

## История реконструкции панно кассоне

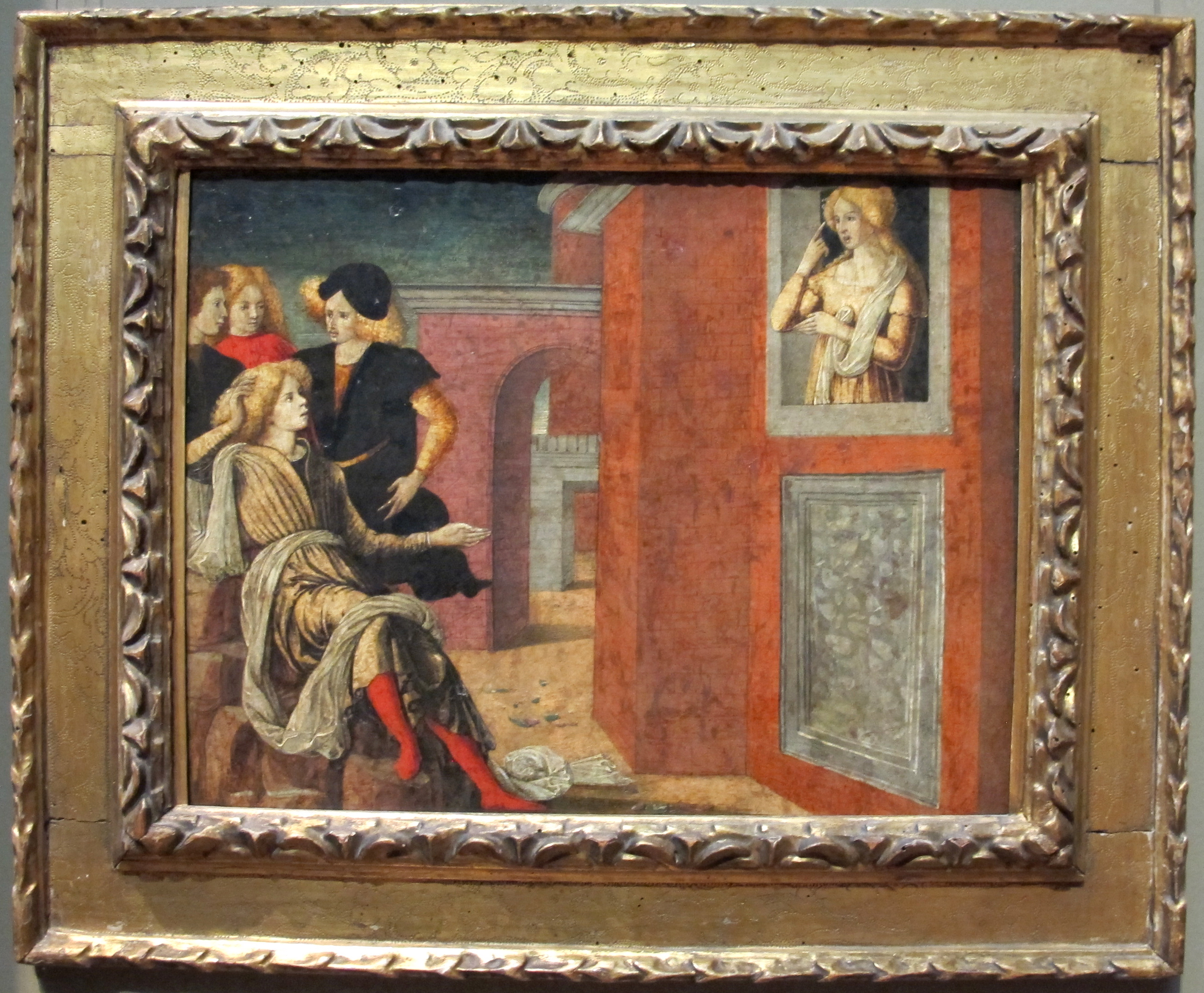
Парная панель панно кассоне.

Картина создана около 1475 года (распространённой является датировка между 1467 и 1476 годами). Размер деревянной панели — 34,9 на 41,3 сантиметров. Живописная поверхность — 33,3 на 40,3 сантиметров. Хранится в музее Метрополитен. Инвентарный номер 43.98.8. Поступила из частной коллекции по завещанию Мейтленд Ф. Григгс в 1943 году.
Данная картина и парная ей панель (1986.147) представляют собой фрагменты из живописной росписи кассоне (итал. cassone). Третий фрагмент находится в коллекции Бернарда Беренсона в Гарвардском Центре ренессансных исследований во Флоренции. Allen Weller (в 1940 году) первым отметил, что панель из коллекции Беренсона находилась слева от сцены шахматной игры. Только после идентификации третьего фрагмента росписи кассоне (фрагмента с девушкой, появляющейся в окне дворца) оказалось возможным установить это окончательно. Искусствоведческая экспертиза показала, что все эти три фрагмента являются фрагментами одной горизонтальной панели и образовывали непрерывную сцену, в которой фрагмент из коллекции Беренсона действительно находился между двумя другими.

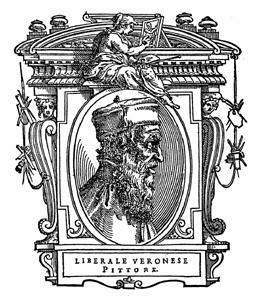
Портрет Либерале да Верона в издании 1568 года книги жизнеописаний Джорджо Вазари.

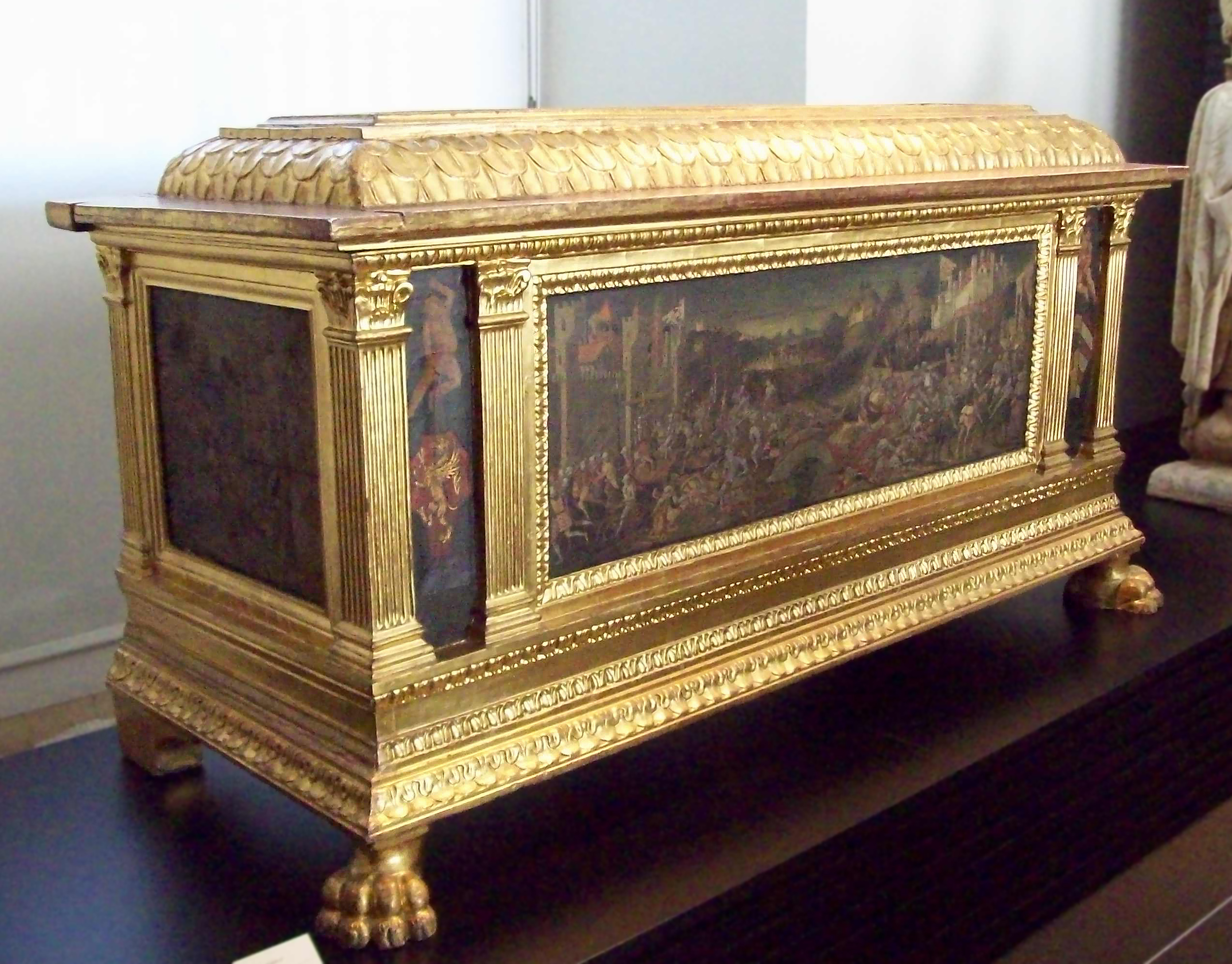
Типичный кассоне XV века, предназначен для хранения приданого к свадьбе.

## Сюжет картины и панно
Повествование панно делится на два последовательно происходящих эпизода, в первом эпизоде действие происходит на лоне природы перед дворцом, второй эпизод происходит в интерьере комнаты этого дворца. В этом эпизоде юноша в сопровождении трёх спутников сидит на камнях перед дворцом. Одетая в изысканное узорное платье девушка с тоской на лице появляется в окне дворца. Юноша протягивает руку к ней с мольбой, в то время как она поднимает правую руку, словно призывая его присоединиться к ней. Следующие два фрагмента кассоне образуют второй эпизод и имеют местом действия интерьер дворца. На фрагменте Беренсона группа молодых людей смотрит, как их друг играет в шахматы с девушкой, которая находится в окружении своих подруг. На втором фрагменте девушка потерпела поражение в партии, она кладет правую руку на руку победителя, кокетливо повернув голову в сторону, её взгляд устремлен вверх и в сторону. Подруги девушки явно расстроены её поражением.
Хотя отдельные элементы подобной истории (юноша у окна и шахматный поединок между двумя влюблёнными) присутствуют в ряде рыцарских романов, все попытки идентифицировать конкретный литературный источник не увенчались успехом. В качестве возможного первоисточника указывался роман о Гуоне Бордосском (фр. Huon de Bordeaux), в котором молодой рыцарь Гуон, представившись менестрелем, выигрывает право провести ночь с дочерью короля, победив её в партии в шахматы. Тем не менее, этот рассказ не содержит эпизод, который соответствует более ранней сцене (девушка появляется у окна и юноша сидит на груде камней перед её дворцом).
Патрисия Саймонс отмечала подчёркнуто эротический характер изображения игры в шахматы на картине. Наличие свидетелей партии, сопереживающих героям — постоянный мотив подобных изображений. Мотив любовника, впервые увидевшего свою любимую у окна также был весьма распространён в средневековой рыцарской литературе. В частности Данте имел видение Беатриче у окна в «Vita Nuova» (Глава XXXV). Предпринимались попытки отождествить панно с эпизодом «Декамерона» Боккаччо. Подобное также происходит в рассказе Энея Сильвия Пикколомини о двух влюбленных, в котором есть подробное описание юноши, имеющее непосредственное отношение к изображению на кассоне: юноша описывается одетым в одежду с золотым шитьём, а его спутники имеют вьющиеся волосы и бледные лица. Светлые волосы особенно ценились в Сиене (там существовала даже практика сознательного обесцвечивания волос на солнце). Кейт Кристиансен попыталась отождествить сцену игры в шахматы с эпизодом в куртуазном романе «La châtelaine du vergy» (в итальянской версии: «La dama del vergiù»), где рыцарь играет в шахматы с герцогиней в её дворце. Кассоне, очевидно, включает в себя отдельные мотивы из различных рыцарских романов.
Существует версия, что изображение не связано с рыцарскими романами и отражает другую литературную традицию — аллегорических трактатов по шахматной игре, где объяснение отдельных правил чередуется с абстрактными аллегориями на этические темы. В частности, таким источником может быть книга Évrart de Conty «Нравоучительная книга о шахматах любви» (написана около 1405 года, манускрипт, выполненный Робине Тестаром в 1496—1498 годах, хранится в Bibliothèque Nationale de France в Париже; книга была опубликована в Монреале в 1993 году).

## Изображение шахматной позиции на доске
Доска нестандартных размеров (8 на 14 клеток), на ней присутствуют только чёрные фигуры. Отсутствует даже белый король, мат которому мог бы показывать победу юноши. Создаётся впечатление, что художник и его заказчик ориентировались на некий литературный источник, где упоминается поединок в шахматы, но сами в шахматы не играли, о правилах представления не имели и наблюдали подобные партии только мимоходом, не вдумываясь в смысл происходящего на доске. Фигуры на доске имеют некоторое сходство с реальными, используемыми в это время.

## Атрибуция картины
Первоначально была широко распространена атрибуция этих фрагментов Франческо ди Джорджо, на этом уже в 1928 году настаивала Helen Comstock, она же первой установила соответствие этой панели панели MMA 1986.147, это соответствие в настоящее время является общепринятым. Такая атрибуция была решительно отвергнута Federico Zeri (впервые в 1950 году), который утверждал, что это работа малоизвестного североитальянского художника и миниатюриста Джироламо да Кремона (итал. Girolamo da Cremona). Впоследствии эта точка зрения стала весьма распространённой.
Карло дель Браво (впервые в статье 1960 года) приписал эти панели Либерале да Верона и отнёс создание панели к 1475 году. Его атрибуцию поддержали и другие специалисты.
Либерале да Верона испытал в своём творчестве влияние и Франческо ди Джорджио (влияние этих художников друг на друга было взаимным, предполагали даже наличие совместных работ двух художников), и Джироламо да Кремона. Xavier F. Salomon и Luke Syson (в 2007 году) предположили, что кассоне выполнен не самим Либерале, а неизвестным сиенским художником, который испытытал сильное влияние Либерале да Верона, но был более эклектичен, чем этот мастер. Исследование двух фрагментов музея Метрополитен с помощью рефлектограммы показало богатство незамеченного прежде декора, а качество предварительного рисунка полностью соответствует тому, которое можно было бы ожидать от самого Либерале да Верона. Фигуры выписаны с большой уверенностью и есть признаки первоначального декора костюмов, который либо не был перенесен в живопись, либо был утерян впоследствии, но заметен на рентгенограмме.